# Paraíso de Osorio
Paraíso de Osorio è un comune del dipartimento di La Paz, in El Salvador.